# Krožni motor
Krožni ali rotirajoči motor (ang. rotary engine) je bil zgodnji tip motorja na notranje zgorevanje. Posebnost motorja je, da je pogonska gred fiksna, cilindri z bati in ohišje pa so se vrteli okoli pogonske gredi - ravno obratno kot pri konvencionalnem motorju. Večinoma so se uporabljali v letalih, pred tem tudi v motociklih in avtomobilih. Termin rotirajoči motor se kdaj uporablja za Wanklov rotacijski motor, kar ni isto, motorja imata povsem različna načina delovanja.
Rotirajoči motor je bil na letalih alternativa konvencionalnim kot so vrstni ali V-motor. Uporabljal se je pred in med 1. svetovno vojno. Bili naj bi "efektivna" rešitev glede moči, teže in zanesljivosti.
V začetku 1920ih so postale omejitve motorja očitne, velik del moči motorja se je uporabil samo za premagovanje zračnega upora rotirajočega motorja. Velika rotacijska masa je imela veliko žiroskopsko precesijo - kar je povzročalo probleme na krmarljivosti in stabilnosto, še posebno pri neizkušenih pilotih. Velika je bila tudi poraba goriva in mazalnega olja.
Rotirajoči motor je v bistvu Bencinski (ottov) motor, le da ima fiksno pogonsko gredjo, ki je po navadi pritrjena na trup, propeler pa na rotirajoče ohišje motorja.
Razlogi za tedanjo popularnost: 
- Gladki tek, brez vibracij
- Manjša teža, večje razmerje moč/teža, ni bilo potrebe po vztrajniku
- Boljše hlajenje, rotirajoči motor je sam ustvaril zračni tok, tudi ko se letalo ni premikalo

Večina rotirajočih motorjev je imel večje število cilindrov, ki so štrleli ven iz iste gredi. So eksperimentirali tudi z enocilindrskimi in rotirajoči "bokser" (2-valjnimi) motorji.
Kot zvezdasti motorji so imeli liho število cilindrov, po navadi 7 ali 9. Če pa so imeli sodo število, so bili po navadi v dveh vrstah.